# Nadzsafábád megye

Iszfahán tartomány megyéinek elhelyezkedése

Nadzsafábád megye (perzsául: شهرستان نجف‌آباد) Irán Iszfahán tartományának egyik nyugati megyéje az ország középső részén. Északon Sáhinsahr és Mejme, keleten Homejnisahr, délen Falávardzsán megye és Lendzsán megye, nyugaton Tirán és Karvan, valamint Ferejdan és Hánszár, míg északnyugatról Golpájegán megyék határolják. Székhelye a 206 000 fős Nadzsafábád városa. Második legnagyobb városa a 22 000 fős lakossággal rendelkező Goldasht. További városai: Alavicheh, Dehaq, Jowzdan és Kahriz Sang.
A megye lakossága 300 288 fő, területe 2 779 km². A megye két további kerületre oszlik: Központi kerület és Mehrdasht kerület.

## Fordítás
- Ez a szócikk részben vagy egészben  a   Najafabad County című angol Wikipédia-szócikk ezen változatának fordításán alapul.  Az eredeti cikk szerkesztőit annak laptörténete sorolja fel. Ez a jelzés csupán a megfogalmazás eredetét és a szerzői jogokat jelzi, nem szolgál a cikkben szereplő információk forrásmegjelöléseként.